# Ekwow Spio-Garbrah

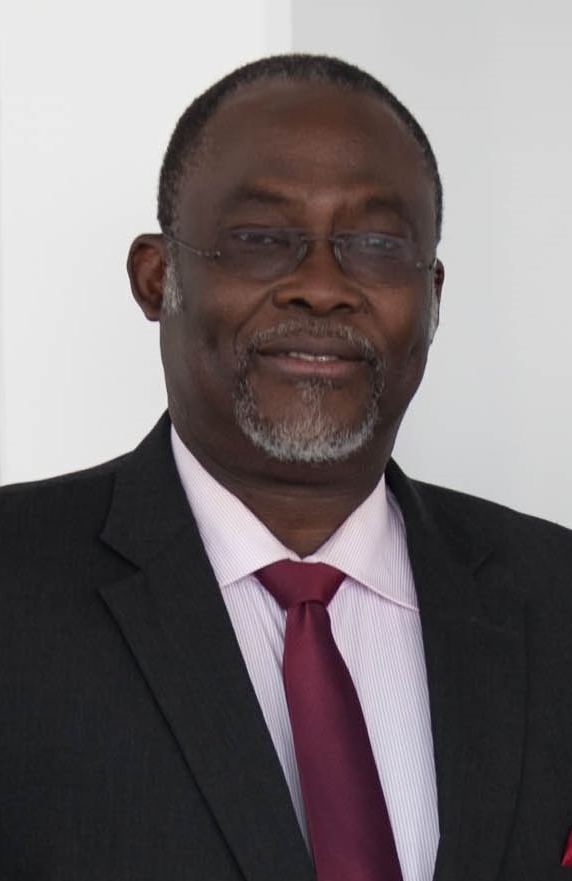
Ekwow Spio-Garbrah (2015)

Ekwow Spio-Garbrah (* 1953 in Ghana) ist Generaldirektor der Commonwealth Telecommunications Organisation (CTO) in London und ein führender ghanaischer Politiker. Spio-Garbrah hatte nach langjährigen Erfahrungen im diplomatischen Dienst für Ghana verschiedene Ministerämter in Ghanas Regierung unter John Jerry Rawlings inne.

## Ausbildung
Spio-Garbrah studierte an der Universität von Ghana in Legon, einem Stadtteil von Accra, englische Literatur und schloss dieses Studium im Alter von 19 Jahren mit dem BA (Hons.) ab. Ebenfalls an der Universität von Ghana studierte er Journalismus sowie Kommunikation und schloss mit einem Diplom ab. An der Ohio University in den USA absolvierte er ferner ein Studium in Internationalen Angelegenheiten (International Affairs), das er mit dem Master abschloss. An der New York University machte er ein Zertifikat im Internationalen Bankenwesen (International Banking) sowie Finanzen (Finance).

## Karriere in der Wirtschaft
Spio-Garbrah war unter anderem tätig als Bankier in der Hypothekenabteilung in New Jersey, als Verkäufer der Southwestern Bell und Leiter der Middle East Africa Group in der internationalen Public Relations Firma Hill & Knowlton, New York.
Zwischen 1988 und 1991 arbeitete Spio-Garbrah in verschiedenen Positionen bei der International Finance Corporation in Washington, USA. Im Anschluss wurde er zwischen 1991 und 1994 „Head of Communications“ in der African Development Bank, bevor er in den diplomatischen Dienst für Ghana wechselte. In Ghana gründete Spio-Garbrah eine eigene Consulting Firma (Spio-Garbrah & Associates) und war als Berater verschiedener Wirtschaftsunternehmen tätig, bevor er im Jahr 2003 Generaldirektor der Commonwealth Telecommunications Organisation (CTO) in London wurde.

## Karriere als Politiker
Spio-Garbrah war zwischen 1994 und 1997 Botschafter für Ghana in den USA und Mexiko. Als Botschafter in den USA war er maßgeblich beteiligt am Aufbau der bilateralen Beziehungen der beiden Staaten. Die Arbeit Spio-Garbrahs mündete in einen Staatsbesuch von Präsident Bill Clinton in Ghana im Jahr 1998.
Während der Amtszeit von Präsident Jerry Rawlings hatte Spio-Garbrah als Mitglied der Partei National Democratic Congress (NDC) die Leitung verschiedener Ministerien inne. 1997 und 1998 war er Minister für Kommunikation (Minister or Communications). In dieser Position war er verantwortlich für den Ausbau von Internet, Rundfunk und Telekommunikation in Ghana.
Im Anschluss daran wurde er Minister für Erziehung (Minister for Education) von 1998 bis 2001. Ferner war er 1999 Minister für Minen und Energie (Minister for Mines & Energy). Nach dem Ende der Regierungszeit von Rawlings und der Regierungsbildung der Opposition unter John Agyekum Kufuor ging Spio-Garbrah seiner privaten Karriere weiter nach, blieb jedoch in seiner Partei NDC bis heute einer der führenden Oppositionspolitiker Ghanas.
Für die Präsidentschaftswahlen 2008 galt Sipo-Garbrah als einer der aussichtsreichsten Anwärter
für die Kandidatur seiner Partei NDC bei den Wahlen. Seine Kandidatur war nicht unumstritten.

## Ehrungen
Im Mai 2001 wurde Spio-Garbrah ehrenhalber vom Middlebury College in Vermont, USA, der Doktortitel in Rechtswissenschaften (Honoris Causa) für seine Verdiente im Bereich der Erziehung, Kommunikation und Diplomatie verliehen.